# Тяпкин, Дмитрий Иванович
Дмитрий Иванович Тяпкин — советский хозяйственный, государственный и политический деятель, Герой Социалистического Труда.

## Биография
Родился в 1932 году в Западно-Сибирском крае. Член КПСС.
С 1946 года — на хозяйственной, общественной и политической работе. В 1946—1992 гг. — колхозник, механизатор, военнослужащий Советской Армии, тракторист колхоза «Путь к коммунизму» Зонального района Алтайского края, бригадир совхоза «Сростинский» Бийского района Алтайского края.
Указом Президиума Верховного Совета СССР от 10 мая 1988 года за выдающиеся результаты, достигнутые в освоении интенсивных технологий на выращивании зерновых и других сельскохозяйственных культур и в животноводстве, присвоено звание Героя Социалистического Труда с вручением ордена Ленина и золотой медали «Серп и Молот».
Умер в селе Сростки в 1992 году.